# 宮原裕司
宮原 裕司（みやはら ゆうじ、1980年7月19日 - ）は、福岡県北九州市出身の元サッカー選手、サッカー指導者。ポジションはミッドフィルダー。

## 来歴
兄の影響で4歳からサッカーを始める。二島スポーツ少年団、北九州市立二島中学校では、同じ北九州市若松区出身で1歳上の本山雅志とともにプレーし、東福岡高校に進んだのも本山の存在があった。1997年、高校2年時に、インターハイ、全日本ユース選手権、高校選手権で優勝し、3冠を達成した。1999年1月、高校選手権で優勝し、連覇を達成した。
1999年、名古屋グランパスエイトに入団。チームの選手層の厚さとプロ入り前の怪我の影響もあって出場機会を得られず。2000年7月1日のJリーグ ディビジョン1 2ndステージ第2節ジュビロ磐田戦にて公式戦初出場。名古屋に在籍した3年間で公式戦の出場は同年の2試合のみにとどまり、2001年シーズン後に戦力外通告を受ける。
アビスパ福岡のテスト生を経て、2002年6月より正式加入。2003年にはエースナンバー10をつけ主力として一年を通してコンスタントに出場しチーム4位躍進の一躍を担った。しかしながら、2004年は前年の活躍から一転してチームのフォーメーションや戦術の変更から、ベンチ入りもままならない状態になってしまった。同年の公式戦出場はゼロに終わる。
2005年、サガン鳥栖に移籍。2005年9月にセレッソ大阪に期限付き移籍。C大阪では2005年にJ1リーグの優勝争いを経験した。移籍期限を延長して2006年前半もC大阪でプレーし、2006年6月にサガン鳥栖に復帰。
2007年6月、愛媛FCに期限付き移籍。2008年、愛媛FCに完全移籍。2009年、アビスパ福岡に完全移籍。同年11月28日、契約更新をしないことが発表される。
2010年2月1日、現役引退を発表。引退後はアビスパ福岡アカデミーコーチに就任し、U-18、U-15チームのコーチや監督を務めた。2016年、JFA 公認S級コーチライセンスを取得した。2019年よりガンバ大阪U-23コーチに就任。2020年から2021年までの2年間はガンバ大阪トップチームのコーチを務めた。
2022年、松本山雅FCのコーチに就任。
2023年、ヴィッセル神戸のヤングプレイヤーデベロップメントコーチに就任。

## 所属クラブ
- 二島スポーツ少年団
- 北九州市立二島中学校
- 1996年 - 1998年 東福岡高等学校
- 1999年  - 2001年 名古屋グランパスエイト
- 2002年  - 2004年 アビスパ福岡
- 2005年  - 2007年 サガン鳥栖
  - 2005年  - 2006年 セレッソ大阪 (期限付き移籍)
  - 2007年 愛媛FC (期限付き移籍)
- 2008年 愛媛FC
- 2009年 アビスパ福岡

## 個人成績
| 国内大会個人成績 | 国内大会個人成績 | 国内大会個人成績 | 国内大会個人成績 | 国内大会個人成績 | 国内大会個人成績 | 国内大会個人成績 | 国内大会個人成績 | 国内大会個人成績 | 国内大会個人成績 | 国内大会個人成績 | 国内大会個人成績 |
| 年度             | クラブ           | 背番号           | リーグ           | リーグ戦         | リーグ戦         | リーグ杯         | リーグ杯         | オープン杯       | オープン杯       | 期間通算         | 期間通算         |
| 年度             | クラブ           | 背番号           | リーグ           | 出場             | 得点             | 出場             | 得点             | 出場             | 得点             | 出場             | 得点             |
| 日本             | 日本             | 日本             | 日本             | リーグ戦         | リーグ戦         | リーグ杯         | リーグ杯         | 天皇杯           | 天皇杯           | 期間通算         | 期間通算         |
| ---------------- | ---------------- | ---------------- | ---------------- | ---------------- | ---------------- | ---------------- | ---------------- | ---------------- | ---------------- | ---------------- | ---------------- |
| 1999             | 名古屋           | 23               | J1               | 0                | 0                | 0                | 0                | 0                | 0                | 0                | 0                |
| 2000             | 名古屋           | 17               | J1               | 2                | 0                | 0                | 0                | 0                | 0                | 2                | 0                |
| 2001             | 名古屋           | 17               | J1               | 0                | 0                | 0                | 0                | 0                | 0                | 0                | 0                |
| 2002             | 福岡             | 36               | J2               | 14               | 0                | -                | -                | 4                | 1                | 18               | 1                |
| 2003             | 福岡             | 10               | J2               | 34               | 2                | -                | -                | 2                | 0                | 36               | 2                |
| 2004             | 福岡             | 10               | J2               | 0                | 0                | -                | -                | 0                | 0                | 0                | 0                |
| 2005             | 鳥栖             | 10               | J2               | 31               | 2                | -                | -                | -                | -                | 0                | 0                |
| 2005             | C大阪            | 16               | J1               | 10               | 0                | 0                | 0                | 4                | 0                | 14               | 0                |
| 2006             | C大阪            | 16               | J1               | 2                | 0                | 5                | 0                | -                | -                | 7                | 0                |
| 2006             | 鳥栖             | 10               | J2               | 9                | 0                | -                | -                | 0                | 0                | 9                | 0                |
| 2007             | 鳥栖             | 10               | J2               | 4                | 0                | -                | -                | -                | -                | 4                | 0                |
| 2007             | 愛媛             | 30               | J2               | 28               | 1                | -                | -                | 4                | 1                | 32               | 2                |
| 2008             | 愛媛             | 10               | J2               | 19               | 1                | -                | -                | 1                | 0                | 20               | 1                |
| 2009             | 福岡             | 20               | J2               | 36               | 0                | -                | -                | 1                | 0                | 37               | 0                |
| 通算             | 日本             | 日本             | J1               | 14               | 0                | 5                | 0                | 4                | 0                | 23               | 0                |
| 通算             | 日本             | 日本             | J2               | 175              | 6                | -                | -                | 12               | 2                | 187              | 8                |
| 総通算           | 総通算           | 総通算           | 総通算           | 189              | 6                | 5                | 0                | 16               | 2                | 210              | 8                |

## 指導歴
- 2010年 - 2018年 アビスパ福岡 アカデミーコーチ
- 2019年 - 2021年 ガンバ大阪
  - 2019年 U-23 コーチ
  - 2020年 - 2021年 トップチームコーチ
- 2022年 松本山雅FC コーチ
- 2023年 - ヴィッセル神戸 ヤングプレイヤーデベロップメントコーチ

## タイトル

### クラブ
東福岡高校
- インターハイ：1回（1997年）
- 高円宮杯全日本ユース（U-18）サッカー選手権大会：1回（1997年）
- 全国高校サッカー選手権大会：2回（1998年、1999年）

名古屋グランパスエイト
- 天皇杯：1回（1999年）